# Kappa Coronae Borealis
Kappa Coronae Borealis (κ CrB) – pomarańczowy podolbrzym typu widmowego K znajdujący się w gwiazdozbiorze Korony Północnej, 101 lat świetlnych od Słońca. Gwiazda znacznie przewyższa swoimi rozmiarami Słońce. Masa obiektu wynosi około 1,5 masy Słońca, a promień – 5 promieni Słońca. Temperatura efektywna powierzchni wynosi 4877 K.

## System planetarny
W październiku 2007 roku odkryto krążącą wokół Kappa Coronae Borealis planetę Kappa Coronae Borealis b. Odkrycia dokonano poprzez obserwacje efektu Dopplera.